# Petit-Mars
 Petit-Mars  es una población y comuna francesa, situada en la región de Países del Loira, departamento de Loira Atlántico, en el distrito de Châteaubriant y cantón de Nort-sur-Erdre.

## Demografía
| 1062 | 1086 | 1204 | 1800 | 2309 | 2438 |
| Para los censos de 1962 a 1999 la población legal corresponde a la población sin duplicidades (Fuente: INSEE [Consultar]) |      |      |      |      |      |